# Маріпоса (Каліфорнія)
Маріпоса (англ. Mariposa) — переписна місцевість (CDP) в США, в окрузі Маріпоса штату Каліфорнія, адміністративний центр округу. Населення — 1526 осіб (2020).
Назва походить від іспанського слова, яке означає «метелик», через велику кількість метеликів, яких побачили тут перші дослідники.

## Географія
Маріпоса розташована за координатами 37°28′54″ пн. ш. 119°58′14″ зх. д. / 37.48167° пн. ш. 119.97056° зх. д. (37.481528, -119.970540).  За даними Бюро перепису населення США в 2010 році переписна місцевість мала площу 33,36 км², з яких 33,28 км² — суходіл та 0,08 км² — водойми. В 2017 році площа становила 7,89 км², з яких 7,87 км² — суходіл та 0,02 км² — водойми.

## Демографія
Згідно з переписом 2010 року, у переписній місцевості мешкали 2173 особи в 1013 домогосподарствах у складі 545 родин. Густота населення становила 65 осіб/км².  Було 1143 помешкання (34/км²).
Расовий склад населення:
| - 87,2 % — білих - 4,8 % — корінних американців - 1,4 % — азіатів - 0,5 % — чорних або афроамериканців - 2,7 % — осіб інших рас |

До двох чи більше рас належало 3,4 %. Частка іспаномовних становила 9,9 % від усіх жителів.
За віковим діапазоном населення розподілялося таким чином: 20,0 % — особи молодші 18 років, 52,9 % — особи у віці 18—64 років, 27,1 % — особи у віці 65 років та старші. Медіана віку мешканця становила 49,3 року. На 100 осіб жіночої статі у переписній місцевості припадало 85,7 чоловіків;  на 100 жінок у віці від 18 років та старших — 83,4 чоловіків також старших 18 років.
Середній дохід на одне домашнє господарство  становив 36 920 доларів США (медіана — 38 472), а середній дохід на одну сім'ю — 44 542 долари (медіана — 41 875). Медіана доходів становила 31 167 доларів для чоловіків та 38 304 долари для жінок. За межею бідності перебувало 33,3 % осіб, у тому числі 65,1 % дітей у віці до 18 років та 18,1 % осіб у віці 65 років та старших.
Цивільне працевлаштоване населення становило 541 осіб. Основні галузі зайнятості: мистецтво, розваги та відпочинок — 36,4 %, освіта, охорона здоров'я та соціальна допомога — 22,4 %, роздрібна торгівля — 18,9 %.